# Resacul spațiului
Resacul spațiului  (titlu original Le Ressac de l'espace) este un roman științifico-fantastic din 1962 scris de Philippe Curval (n. 1929). În limba română a fost publicat la Editura Brâncuși din Târgu Jiu în Colecția Science Fiction (nr. 4) din 1992, traducător Liana Gheorghe.

## Povestea
Txalqii sunt niște creaturi care au formă de sferă. Ei nu se pot dezvolta decât trăind în simbioză cu creaturi inferioare. Un Txalq ajunge pe planeta Pământ unde se înmulțește la infinit, parazitând aproape toți oamenii. O parte din oameni reușesc să se salveze refugiindu-se pe planeta Venus unde își refac forțele și de unde reîncep asaltul asupra Pământului pentru a-și recupera teritoriul. Ei descoperă o planetă în care oamenii nu sunt sclavi, ci trăiesc într-o simbioză perfectă cu Txalqii.

## Primire
Romanul a primit premiul Jules Verne în 1962.

## Legături externe
- Le Ressac de l'espace la isfdb.org

## Vezi și
- 1962 în științifico-fantastic